# I Cesaroni
I Cesaroni és una sèrie de televisió italiana inspirada en la sèrie espanyola Los Serrano. Els episodis expliquen les històries d'una família ampliada – els Cesaroni – composta per dos ex nuvis (Lucia, interpretada per Elena Sofia Ricci, i Giulio, Claudio Amendola) que es retroben i es casen a Roma, i els seus cinc fills, amb els respectius parents i amics. Estrenada en 2006, el 2014 s'emet la sisena temporada.